# Mano rubata
Pour plus de détails, voir Fiche technique et Distribution.
Mano rubata (littéralement en français, Main volée) est un téléfilm italien réalisé par Alberto Lattuada, diffusé en 1989.
Dernière œuvre réalisée par Alberto Lattuada, ce téléfilm se fonde sur le récit éponyme de Tommaso Landolfi publié dans le recueil Tre racconti (1964), qu'il illustre de manière « correcte et assez suggestive ». Le téléfilm, diffusé le 23 mai 1989, fait partie de la série télévisée Amori produite par Reteitalia.

## Synopsis
L'histoire se déroule à Paris. Günther Mayer, un jeune écrivain, auteur de récits de voyage, a été impressionné par une femme hautaine et très belle, qu'il a vue pour la première fois à travers la vitrine d’un magasin de fleurs. Puis, il la rencontre brièvement à plusieurs reprises ; en revanche, il en rêve plusieurs fois. Günther avoue qu'il veut connaître cette femme, afin de la déshabiller, mais le désir obsessif de la voir nue était plutôt un désir de déchirer ses vêtements, car il la considère inaccessible.
L'occasion de rencontrer la belle inconnue se présente lors d'une fête chez Marianne, une amie commune ; parmi les invités, il y a un écrivain, un professeur de psychologie, un aristocrate, une starlette, un peintre et une femme hypocondriaque.
L'inconnue, Juliette Carfienne, arrive chez Marianne alors que Günther, qui s'ennuie, est en train de partir. Après qu'ils se sont présentés, elle refuse les offres d'amitié de Günther. Il propose aux invités un jeu de société : poker par élimination qui n'aura finalement qu'un seul gagnant et qui sera le seul qui restera habillé ; les perdants devront se déshabiller ou se suicider. Dans la dernière main entre Juliette et Günther, ce dernier sortira vainqueur. Tous les perdants se déshabillent sauf Juliette qui prétend choisir le suicide. En signe de défi, Günther tire un pistolet automatique de sa veste et le tend à Juliette. Alors que cette dernière s'apprête à tirer, Günther retire l'arme de sa main et veut être celui qui a perdu la partie ; puis il se déshabille. Juliette se déclare vaincue et se dénude également. Après la fête, les invités s'en vont ; dans l'escalier, Günther dit à Juliette qu'il n'a vu que ses yeux ; tous deux partent ensemble.

## Fiche technique
- Titre français : Main volée
- Titre original : Mano rubata
- Réalisation : Alberto Lattuada
- Scénario : Alberto Lattuada, Tullio Pinelli et Catherine Teyssier
- Photographie :
- Musique : Armando Trovajoli
- Production : Reteitalia, Falcon Associés
- Pays d'origine :  Italie
- Langue : italien
- Durée : 105 minutes
- Date de diffusion :  Italie : 1989

## Distribution
- Carmen Loderus : Juliette Carfienne
- Ralph Schicha (it) : Günther Mayer
- Milena Vukotic : Fabienne
- Geneviève Omini : Marianne
- Clément Harari : professeur de psychologie
- Christiane Jean : femme hypocondriaque
- Christian de Tillière : aristocratique
- Roger Miremont : peintre
- Patrick Bonnel : scripteur
- Herma Vos : starlette
- Marie Florestan